# Herinneringsmedaille van het blusschen van de brandramp te Middelburg
De Herinneringsmedaille van het blusschen van de brandramp te Middelburg werd in 1940 als een particuliere onderscheiding ingesteld voor de brandweerlieden die betrokken waren bij het blussen van de stadsbrand in Middelburg op 17 mei 1940. 

## Stadsbrand Middelburg
Gedurende de strijd in Zeeland trokken de Franse troepen zich op 17 mei 1940 in wanorde terug vanaf de Sloedam naar Vlissingen om te ontsnappen aan Duitse krijgsgevangenschap. De terugtocht zou worden gedekt door marinegeschut dat bij Breskens was opgesteld, maar vanwege organisatorische problemen bleek die Franse batterij niet in staat de gevraagde artilleriesteun te verlenen. Het gevolg was dat Middelburg als oversteekplaats over het Kanaal door Walcheren een willekeurig doel werd. Door gebrek aan brisantgranaten werden daarvoor granaten tegen zeedoelen (Obus de perforation flottant) gebruikt om bij tussenpozen Middelburg te beschieten. Er zijn 30-40 inslagen in de stadskern geïnventariseerd. Door het gebruik van dat type granaat was de oorlogsschade minimaal, maar die ontwikkelde bij een treffer veel hitte zodat de stad op meerdere plaatsen was gaan branden.
De tientallen, aanvankelijk kleine brandjes konden onmogelijk alleen door de Gemeentelijke Brandweer bestreden worden. De geboden bijstand bleek onvoldoende omdat de bewoners waren geëvacueerd of weggedoken zodat de branden zich mede door een harde noordoosten wind en haperende blusmiddelen makkelijk konden uitbreiden.  Er ontstond een onbeheersbare stadsbrand die ondanks de assistentie van de brandweerkorpsen uit de omliggende gemeenten een groot gedeelte van de binnenstad in de as legde. Meer dan zeshonderd panden werden verwoest. Het aantal doden bleef beperkt tot 11 personen.

## Herinneringsmedaille
Voor de brandweerlieden die hun plicht deden en de brand dagenlang onder oorlogsomstandigheden hebben bestreden, werd al in 1940 een herinneringsmedaille geslagen. Het slaan van dergelijke medailles was in Zeeland traditie. Al eerder werd Middelburg getroffen door branden en ook toen werden medailles geslagen.

## Draagwijze
Voor de brandweeronderscheidingen bestaan weinig regels. Het Ministerie van Defensie noemt ze niet in de limitatieve en officieel voorgeschreven Voorschrift Militair Tenue wat betekent dat men de modelversierselen en batons geen van allen op militaire uniformen mag worden gedragen. Op politie-uniformen draagt men de brandweeronderscheidingen wel. Daar is weinig of niets geregeld. Brandweerlieden dragen op hun uniformen soms batons of modelversierselen. In de voor burgers bestemde draagvolgorde van de Nederlandse onderscheidingen zoals die door de Kanselier der Nederlandse Orden werd uitgegeven worden de brandweeronderscheidingen niet genoemd.
Kruis voor Moed en Trouw · Verzetskruis · Erepenning voor menslievend hulpbetoon · Eervolle Vermelding · Bronzen Leeuw · Verzetsster Oost-Azië · Bronzen Kruis · Kruis van Verdienste · Vliegerkruis · Ereteken voor Belangrijke Krijgsbedrijven · Lombokkruis · Metalen Kruis 1830-1831 · Metalen Kruis Vrijwilligers 1830-1831 · Oorlogsherinneringskruis · Verzetsherdenkingskruis · Ereteken voor Orde en Vrede · Nieuw-Guinea-Kruis · Mobilisatie-Oorlogskruis · Kruis voor Recht en Vrijheid · Onderscheidingsteken voor Langdurige Dienst als officier · Ereteken voor meester-scherpschutter op geweer voor schepelingen van de Koninklijke Marine · Ereteken voor meester-kanonnier voor schepelingen van de Koninklijke Marine · Schietprijsster van het Koninklijk Nederlandsch-Indisch Leger · Kruis van Verdienste van het Nederlandse Rode Kruis · Kruis van Verdienste van de Nederlandse Bond van Vrijwillige Burgerwachten · Kruis van de Algemene Vereniging van Nederlandse Reserve-officieren voor militaire prestatietocht · Mobilisatiekruis 1914-1918 · Witte Mobilisatiekruis 1914-1918 · Kruis van Verdienste van de Nationale Bond "Het Mobilisatiekruis 1914-1918" · Herinneringskruis 1939-1940 van het Nederlandse Rode Kruis · Herinneringskruis 1940-1945 van het Nederlandse Rode Kruis · Vierdaagsekruis · Elfstedenkruisje · Onderscheidingen van de brandweer
Zie ook: Lijst van Nederlandse onderscheidingen